# Prädikatswein
Ein Prädikatswein, früher auch „Qualitätswein mit Prädikat“, ist die höchste Qualitätsstufe bei deutschen Weinen. Prädikatswein ist Wein mit geschützter Ursprungsbezeichnung, der einer amtlichen Qualitätsprüfung unterzogen worden ist und die Anforderungen für Qualitätswein übersteigende Mindestanforderungen hinsichtlich der Erzeugungsmethode und des Reifegrades der Trauben erfüllt.

## Beschreibung
Nach dem deutschen Weinrecht wird innerhalb dieser Stufe zwischen Kabinett, Spätlese, Auslese, Beerenauslese, Trockenbeerenauslese und Eiswein unterschieden. Für alle Prädikate gelten folgende Auflagen:
- Die zur Herstellung verwendeten Trauben müssen alle aus einem einzigen Bereich stammen (ausgenommen hiervon sind lediglich die Trauben zur Herstellung der Süßreserve);
- Die Weinbereitung muss in einem deutschen, bestimmten Anbaugebiet erfolgen, auf zugelassenen Rebflächen und mit zugelassenen Rebsorten;
- Chaptalisation ist nicht erlaubt;
- Die Erhöhung der Restsüße nach der Gärung mit Traubenmost mindestens gleicher Qualitätsstufe ist erlaubt (§ 16 WeinV); es ergeben sich Geschmacksrichtungen von halbtrocken bis lieblich;
- Der durch die jeweilige Landesverordnung festgelegte natürliche Mindestalkoholgehalt (Mindestmostgewicht) muss erreicht werden;
- Prädikatsweine dürfen innerhalb eines Bereiches eines Weinanbaugebietes verschnitten werden, wenn die Verschnittweine ebenfalls den natürlichen Mindestalkohol aufweisen (§ 18 WeinV);
- Der Wein darf nicht mit Eichenholzstücken behandelt worden sein (§ 21 WeinV);
- Der Wein darf nicht vor dem 1. März des Folgejahres abgefüllt und verkauft werden;
- Der Wein wird einer amtlichen Qualitätsweinprüfung unterzogen. Bei erfolgreichem Bestehen erhält er eine Amtliche Prüfungsnummer (AP-Nr.), die als obligatorische Angabe auf dem Etikett vermerkt werden muss.

Das minimale Mostgewicht für die verschiedenen Prädikate beim Qualitätswein mit Prädikat variiert je nach Anbaugebiet und Rebsorte. Als Richtwerte können gelten:
- Kabinett: min. 73° Oechsle
- Spätlese: min. 85° Oechsle
- Auslese: min. 95° Oechsle
- Beerenauslese: min. 125° Oechsle
- Trockenbeerenauslese: min. 150° Oechsle
- Eiswein: wird aus überreifen Beeren hergestellt, die bei unter −8 °C gefroren, geerntet und gepresst werden. Die Beeren sind in der Regel nicht von Botrytis befallen und von der Lese bis zur Kelterung bei mindestens −8 °C gefroren. Dabei sind schon Moste mit über 250° Oechsle gemessen worden.

## Qualitätswein mit Prädikat
Bis zum Weinwirtschaftjahr 2007/2008 wurde Prädikatswein als Qualitätswein mit Prädikat bezeichnet.

## Österreich
Nach dem österreichischen Weingesetz gehören zu den Prädikatsweinen besonderer Reife und Lesart folgende Untergruppen: Spätlese, Auslese, Eiswein, Beerenauslese, Ausbruch und Trockenbeerenauslese. Sie alle dürfen nicht verbessert werden (per Zuckerzugabe, Chaptalisation), müssen aus einem Weinanbaugebiet stammen, ihre Restsüße darf nur aus Gärunterbrechung resultieren, sie müssen amtlich geprüft sein und eine Prüfnummer tragen; die Jahrgangsbezeichnung ist obligatorisch. Die Trauben für Prädikatsweine dürfen, mit Ausnahme von Eiswein und Spätlese, nicht mit Lesemaschinen geerntet werden.